# Pacific Ocean Areas
Pacific Ocean Areas (POA) fu la designazione data al comando supremo degli Alleati per la gestione delle operazioni belliche nel teatro dell'Oceano Pacifico della seconda guerra mondiale. Creato nell'aprile 1942 sotto il comando dell'ammiraglio Chester Nimitz, l'area di competenza del POA si estendeva su gran parte dell'Oceano Pacifico, dalle acque delle Isole Aleutine a nord a quelle della Nuova Zelanda a sud, e dalle coste del Giappone a ovest a quelle delle Hawaii a est; il comando era a sua volta suddiviso in tre sottocomandi responsabili per le operazioni nel Pacifico settentrionale, centrale e meridionale. Benché composto anche da contingenti provenienti da altri membri degli Alleati, la massima parte delle risorse belliche del comando era fornita dagli Stati Uniti d'America.
Il POA era complementare al comando alleato per il Pacifico sud-occidentale (South West Pacific Area o SWPA) sotto il generale statunitense Douglas MacArthur, responsabile per le operazioni in Australia, Arcipelago malese e Isole Salomone; la creazione di due comandi separati per il teatro bellico dell'Oceano Pacifico fu una decisione di compromesso, visto che né lo United States Army né la United States Navy erano disposti ad accettare un comando unificato affidato a un esponente della forza armata opposta. La cooperazione tra i due comandi, come pure i rapporti tra i comandi della US Navy e dello US Army in seno allo stesso POA, furono spesso una questione di attrito e discussione tra gli alti ufficiali degli Stati Uniti.
Tra la fine del 1942 e l'inizio del 1943 il POA di Nimitz diresse le prime controffensive alleate nei confronti dell'Impero giapponese, come la campagna di Guadalcanal e la campagna delle isole Aleutine; a partire dalla fine del 1943, invece, le forze di Nimitz aprirono un fronte di conflitto con i giapponesi nel Pacifico centrale, portando vittoriosamente a termine la campagna delle isole Gilbert e Marshall e la campagna delle isole Marianne e Palau e avvicinandosi allo stesso Giappone. Le ultime operazioni videro l'appoggio alla liberazione delle Filippine a opera delle forze di MacArthur, l'occupazione delle isole Vulcano e Ryūkyū e l'avvio dei preparativi per l'invasione anfibia dello stesso Giappone. La resa del Giappone portò alla conclusione delle ostilità il 2 settembre 1945 e, di conseguenza, il POA fu sciolto.

## Storia

### Le origini

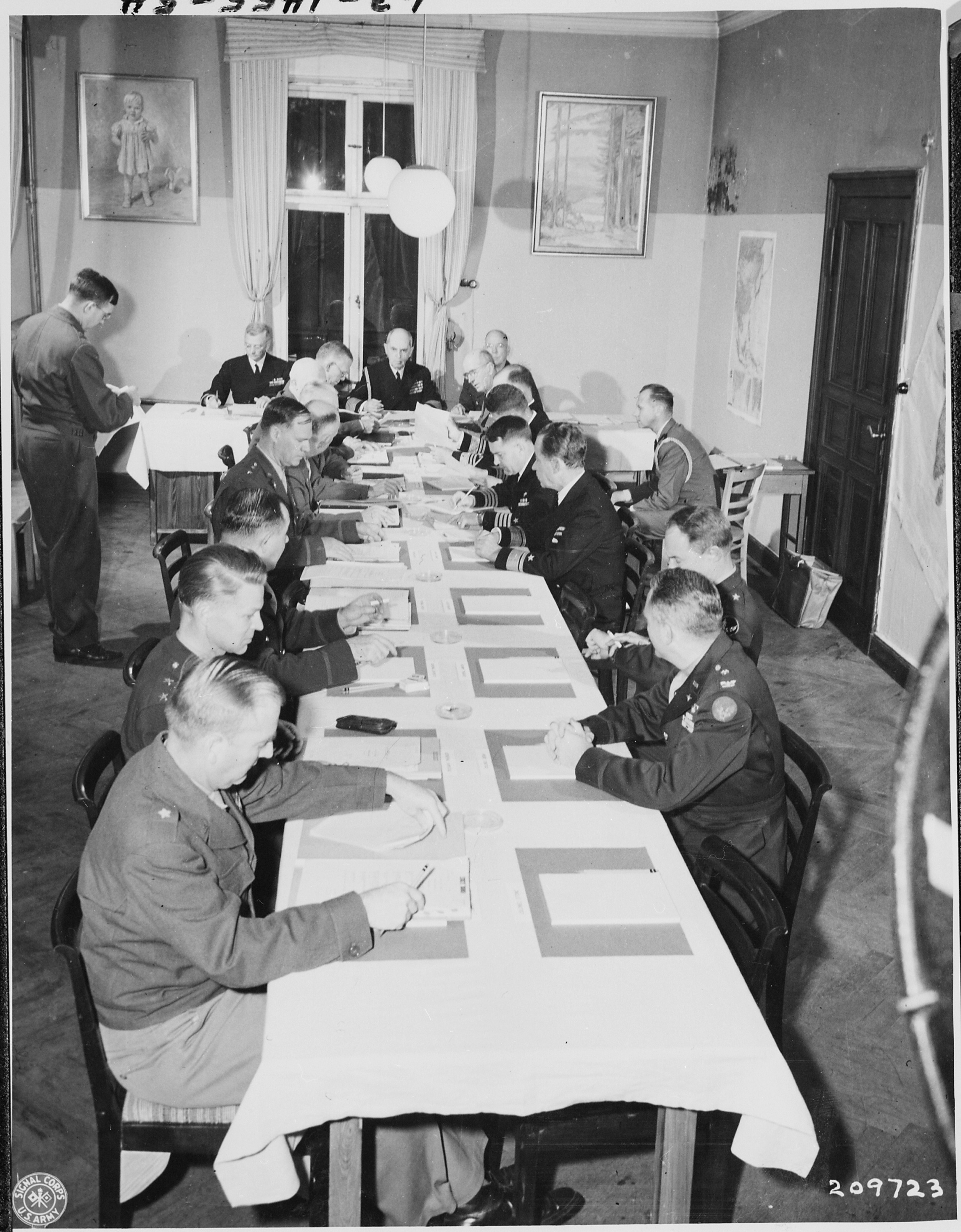
Una riunione del Joint Chiefs of Staff statunitense nel luglio 1945; in mancanza di un comandante unico, l'alta direzione strategica delle operazioni nel Pacifico era di fatto esercitata da questo organo collegiale

Al momento dell'attacco di Pearl Harbor del 7 dicembre 1941 e dell'entrata degli Stati Uniti d'America nella seconda guerra mondiale non vi era nella regione dell'Oceano Pacifico alcun alto comando militare unificato, non solo per le forze degli Alleati nel loro complesso ma nemmeno per quanto riguardava le forze dei soli statunitensi. Le unità militari degli Stati Uniti facevano infatti capo a quattro comandi separati con quattro comandanti in capo diversi, divisi non solo sul piano geografico a seconda che fossero assegnati alle Filippine statunitensi o alle Hawaii ma anche con riferimento alla forza armata di appartenenza, fosse essa l'Esercito (United States Army) o la Marina (United States Navy): le forze di terra stanziate nelle Filippine (comprese le unità dell'aviazione dell'esercito, United States Army Air Forces o USAAF, all'epoca non ancora una forza armata autonoma) rispondevano agli ordini delle United States Army Forces in the Far East sotto il generale Douglas MacArthur, mentre quelle navali erano riunite nella United States Asiatic Fleet dell'ammiraglio Thomas C. Hart; nelle Hawaii invece le unità dell'Esercito rispondevano all'Hawaiian Department del generale Walter Short (sostituito, subito dopo l'attacco di Pearl Harbor, con il generale Delos Carleton Emmons), mentre la Marina aveva la propria United States Pacific Fleet sotto il controllo dell'ammiraglio Husband Kimmel (anch'egli rimpiazzato, all'indomani di Pearl Harbor, con l'ammiraglio Chester Nimitz). Ciascuno di questi quattro comandi era autonomo l'uno dall'altro, e per quanto la dottrina militare prebellica facesse spesso riferimento alla cooperazione congiunta nelle operazioni tra Esercito e Marina le due forze armate erano divise da gelosie e rivalità reciproche; la necessità di un comando congiunto era avvertita, ma nulla in tal senso era stato fatto negli anni precedenti la guerra per via di questa competizione.
Un primo tentativo di creare un comando unificato nel Pacifico si ebbe ai primi di gennaio 1942, quando i governi alleati acconsentirono alla creazione di un American-British-Dutch-Australian Command (ABDA Command) sotto il generale britannico Archibald Wavell con l'incarico di gestire tutte le forze degli Alleati (terrestri, aeree e navali) schierate a difesa dei possedimenti europei nella zona del Sud-est asiatico, divenuti il principale teatro dell'offensiva scatenata dall'Impero giapponese; poche settimane dopo, alla fine di gennaio, venne attivato l'ANZAC Area sotto l'ammiraglio statunitense Herbert F. Leary, un comando territoriale incaricato di proteggere con forze aeree e navali l'Australia orientale e la Nuova Zelanda nonché le rotte di comunicazione tra queste e gli Stati Uniti, minacciate dai primi attacchi giapponesi alla regione della Nuova Guinea e isole vicine. Questi comandi ebbero vita breve: le schiaccianti vittorie giapponesi nella campagna della Malesia e nella campagna delle Indie orientali olandesi decretarono il fallimento della missione dell'ABDA Command, formalmente sciolto da Wavell il 25 febbraio 1942; cosa dovesse succedergli era del resto già da giorni oggetto di discussioni tra i governi di Londra e Washington.
Britannici e statunitensi concordarono sul fatto che, con la conquista giapponese delle Indie orientali olandesi e della Malesia britannica, le forze degli Alleati erano state separate in due e che quindi occorressero due distinti comandi per la loro direzione: uno per la regione del Subcontinente indiano e uno per quella dell'Oceania. Tanto il presidente statunitense Franklin Delano Roosevelt quanto il primo ministro britannico Winston Churchill concordarono sull'assegnare il primo comando alla responsabilità del Regno Unito e il secondo a quella degli Stati Uniti, decisione formalizzata poi il 24 marzo 1942 dal Combined Chiefs of Staff (il massimo organo di coordinamento militare anglo-statunitense); la linea di divisione partiva dalle coste dell'Indocina e correva attraverso lo stretto della Sonda, lasciando Sumatra e la terraferma asiatica ai britannici e il resto del Sud-est asiatico agli statunitensi.
Ancora prima che questa decisione venisse formalizzata, gli alti comandi militari statunitensi, riuniti nel Joint Chiefs of Staff (JCS), si erano impegnati in discussioni sull'organizzazione del comando statunitense per l'Oceano Pacifico; uno dei punti dirimenti della questione riguardava la scelta del o dei comandanti: Roosevelt aveva lasciato intendere la sua predilezione per la nomina di un unico comandante supremo di tutte le forze statunitensi nel teatro, soluzione condivisa da molti dei pianificatori ma rivelatasi impossibile da attuare. Il nodo riguardava il fatto che il primo candidato a una simile carica di comandante supremo non poteva che essere il generale MacArthur: ufficiale di grande esperienza e in precedenza capo di stato maggiore dell'Esercito, MacArthur godeva dell'appoggio incondizionato del presidente, dei vertici dell'US Army e dell'opinione pubblica tanto statunitense quanto australiana. La nomina di MacArthur era tuttavia unanimemente avversata dai vertici della Marina: la guerra nel Pacifico era considerata fondamentalmente una questione di primario interesse navale e anfibio, e gli alti comandi della US Navy non avevano alcuna intenzione di subordinare il controllo delle loro flotte a un ufficiale dell'Esercito; il timore era che MacArthur, dotato di una concezione limitata riguardo all'uso delle forze navali e aeree, le avrebbe impiegate in maniera scorretta e al di fuori delle loro funzioni. Il candidato della Marina per la carica di comandante supremo, ovvero l'ammiraglio Nimitz, non era tuttavia sufficiente forte per poter prevalere: all'inizio del 1942 Nimitz era ancora una personalità relativamente sconosciuta, non ancora dotata della popolarità e del prestigio che avrebbe accumulato nel corso della guerra, ed era dotato inoltre di un'anzianità di servizio considerevolmente inferiore a quella di MacArthur.

### La formazione del POA

Carta del Pacifico occidentale con raffigurati i confini dei comandi operativi istituiti dagli Alleati nel 1942

L'unico modo di uscire dall'impasse fu quello di istituire due comandi separati per il teatro del Pacifico, uno guidato da MacArthur e uno da Nimitz, subordinati direttamente al JCS, soluzione su cui infine concordarono il capo di stato maggiore dell'Esercito generale George Marshall e il suo omologo della Marina ammiraglio Ernest King. Furono necessarie altre discussioni per concordare il confine tra le due zone: gli ufficiali dell'US Army proposero come divisione una linea congiungente il nord delle Filippine all'arcipelago delle Samoa, affidando tutti i territori a sud di questa linea (in pratica le zone di competenza del disciolto ABDA Command e dell'ANZAC Area) al controllo di MacArthur e tutti quelli a nord a quello di Nimitz. I vertici della Marina proposero confini più ristretti per la zona di MacArthur, sostenendo che la protezione delle linee di comunicazione tra l'Australia e gli Stati Uniti dovesse essere affidata al controllo esclusivo della US Navy in quanto problema prettamente navale: il comando di MacArthur, deputato nell'ottica della Marina alla sola difesa dell'Australia, sarebbe quindi dovuto limitarsi all'Australia stessa e alle sue zone di approccio diretto, rappresentate dalle Indie olandesi, dalla Nuova Guinea e dalle isole vicine (Arcipelago di Bismarck e Isole Salomone), lasciando invece le Filippine e la maggior parte dell'ANZAC Area (la Nuova Zelanda e gli arcipelaghi della Nuova Caledonia, Nuove Ebridi, Figi e Samoa) al controllo di Nimitz; l'area di competenza di Nimitz sarebbe poi stata ulteriormente suddivisa in tre sottocomandi, con responsabilità rispettivamente sul Pacifico settentrionale, centrale e meridionale. La questione fu risolta nel corso di una riunione del JCS il 9 e 16 marzo 1942: per evitare uno stallo che avrebbe richiesto l'intervento del presidente per essere risolto, il generale Marshall acconsentì infine ad adottare la suddivisione proposta dalla Marina, ottenendo però che, per «questioni psicologiche», le Filippine fossero ricomprese nella zona di competenza di MacArthur.

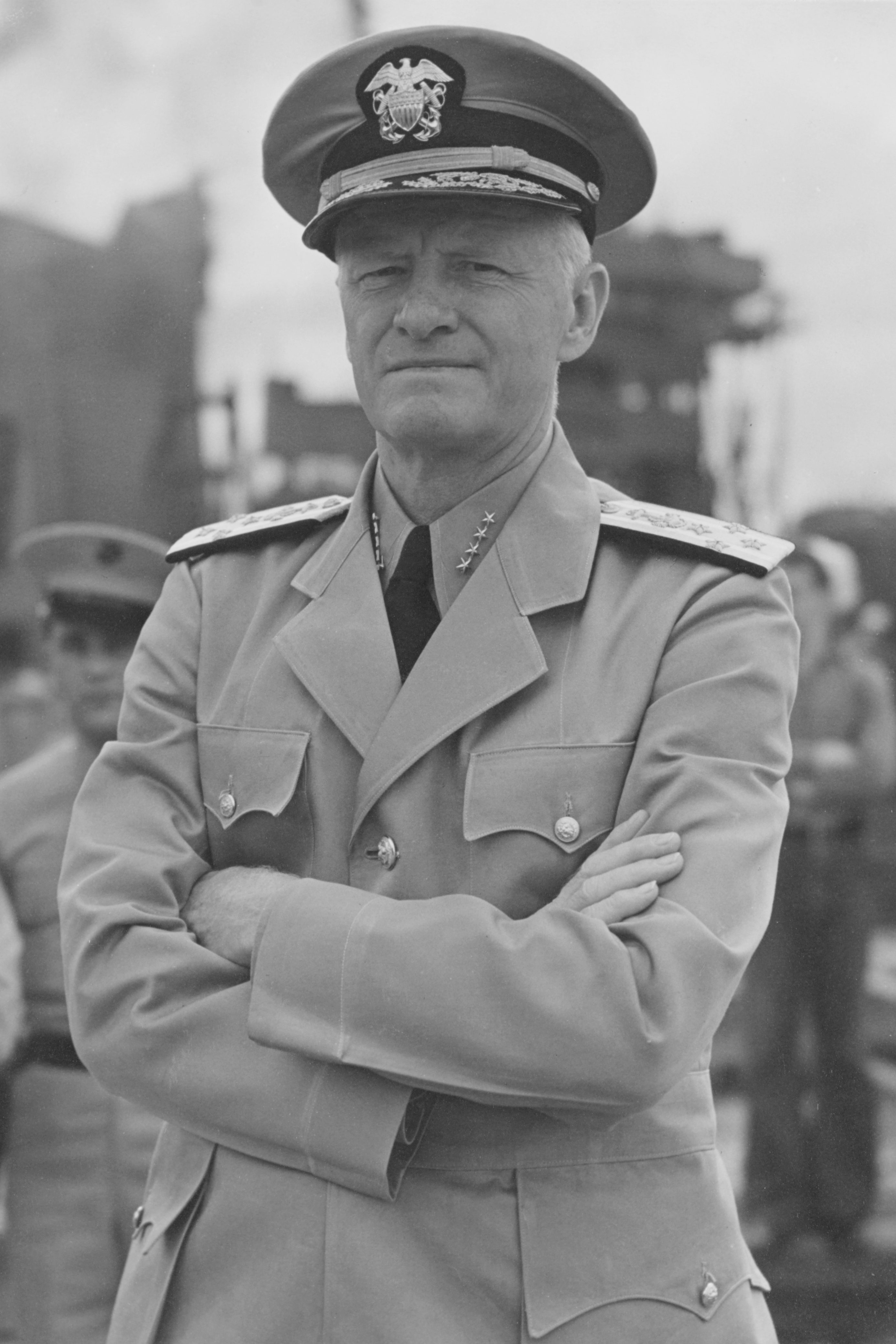
L'ammiraglio Chester Nimitz nel 1942

Ottenuta dal Combined Chiefs of Staff anglo-statunitense l'ufficializzazione dell'assegnazione del Pacifico alla competenza degli Stati Uniti, il JCS autorizzò la formazione dei due alti comandi il 30 marzo 1942, istituendo simultaneamente il South West Pacific Area (SWPA) assegnato a MacArthur e il Pacific Ocean Areas (POA) di Nimitz. La decisione ottenne l'approvazione finale di Roosevelt il giorno successivo, ma per l'assunzione concreta del comando da parte dei due ufficiali designati fu necessario ottenere l'assenso dei governi delle altre nazioni alleate coinvolte: britannici e olandesi sollevarono solo obiezioni minime e diedero il loro beneplacito nella prima settimana di aprile 1942, mentre per ottenere l'assenso di australiani e neozelandesi, poi concretizzatosi il 18 aprile, fu necessaria l'assicurazione che i loro interessi, in particolare per quanto riguardava l'impiego delle loro forze armate fuori dai confini nazionali, sarebbero stati garantiti dal presidente Roosevelt davanti al JCS. Questo perché, a differenza dell'ABDA Command dove ogni nazione coinvolta aveva la sua parte di rappresentanza e responsabilità, tanto il SWPA quanto il POA erano comandi a guida e composizione statunitense, e tanto MacArthur quanto Nimitz rispondevano delle loro azioni solo davanti al JCS (del resto spesso chiamato a dirimere le controversie tra i due, in particolare per l'allocazione delle risorse belliche e l'assegnazione delle priorità dell'azione).
Come previsto negli accordi per la delimitazione dei confini, se il SWPA di MacArtur comprendeva la maggior parte delle terre emerse dell'Arcipelago malese e dell'Oceania il POA di Nimitz abbracciava quasi l'intera estensione dell'Oceano Pacifico, lasciando solo alcune zone nei pressi delle coste occidentali dell'America centrale e meridionale alla responsabilità del preesistente Southeast Pacific Area con sede a Panama. Il POA di Nimitz si divideva a sua volta in tre sottocomandi: la North Pacific Area (zone a settentrione del 42º parallelo nord), la South Pacific Area (zone a meridione dell'Equatore) e la Central Pacific Area (in mezzo alle due precedenti).
Nimitz assunse il comando diretto della North e Central Area, ma su istruzione del JCS dovette acconsentire alla nomina di un comandante dedicato per la South Pacific Area, ritenuta la zona più probabile dove attendersi la prossima mossa offensiva in grande stile dei giapponesi: il 18 aprile Nimitz nominò quindi il viceammiraglio Robert Ghormley responsabile della South Area, anche se questi, a Londra al momento della nomina, assunse concretamente il comando solo il 21 maggio seguente dopo aver raggiunto Auckland in Nuova Zelanda; in seguito il 17 maggio, dopo avvisaglie circa un'offensiva giapponese in direzione delle Isole Aleutine, Nimitz nominò un comandante dedicato anche per la North Area, il contrammiraglio Robert Alfred Theobald, mantenendo per sé solo il controllo diretto della Central Area. La struttura di comando del POA diede luogo ad alcune complicazioni: tanto a MacArthur quanto a Nimitz fu proibito di occuparsi dell'amministrazione interna delle forze poste sotto la loro responsabilità, una proibizione che però valeva di più per il comandante del SWPA (area in cui in effetti il grosso delle truppe proveniva, soprattutto nella prima fase della guerra, da un'altra nazione, ovvero l'Australia) che per quello del POA (area dove il contributo degli altri Alleati fu minimo e dove la schiacciante maggioranza delle forze impiegate era statunitense). Inoltre Nimitz conservò anche il ruolo di comandante della Pacific Fleet, il che gli conferiva nei confronti della flotta responsabilità amministrative oltre che operative, a maggior ragione in un teatro geografico dove le forze navali giocavano un ruolo preminente; in effetti, non sempre era chiaro se le direttive di Nimitz erano impartite in qualità di comandante dell'intero POA (responsabile delle sue azioni davanti al JCS), di comandante della sola Central Pacific Area (responsabile quindi davanti a sé medesimo) o di comandante della Pacific Fleet (responsabile davanti al suo superiore della Marina, l'ammiraglio King), anche per via del fatto che i tre stati maggiori dei tre diversi comandi erano di fatto composti delle medesime persone.

### I difficili rapporti tra US Navy e US Army

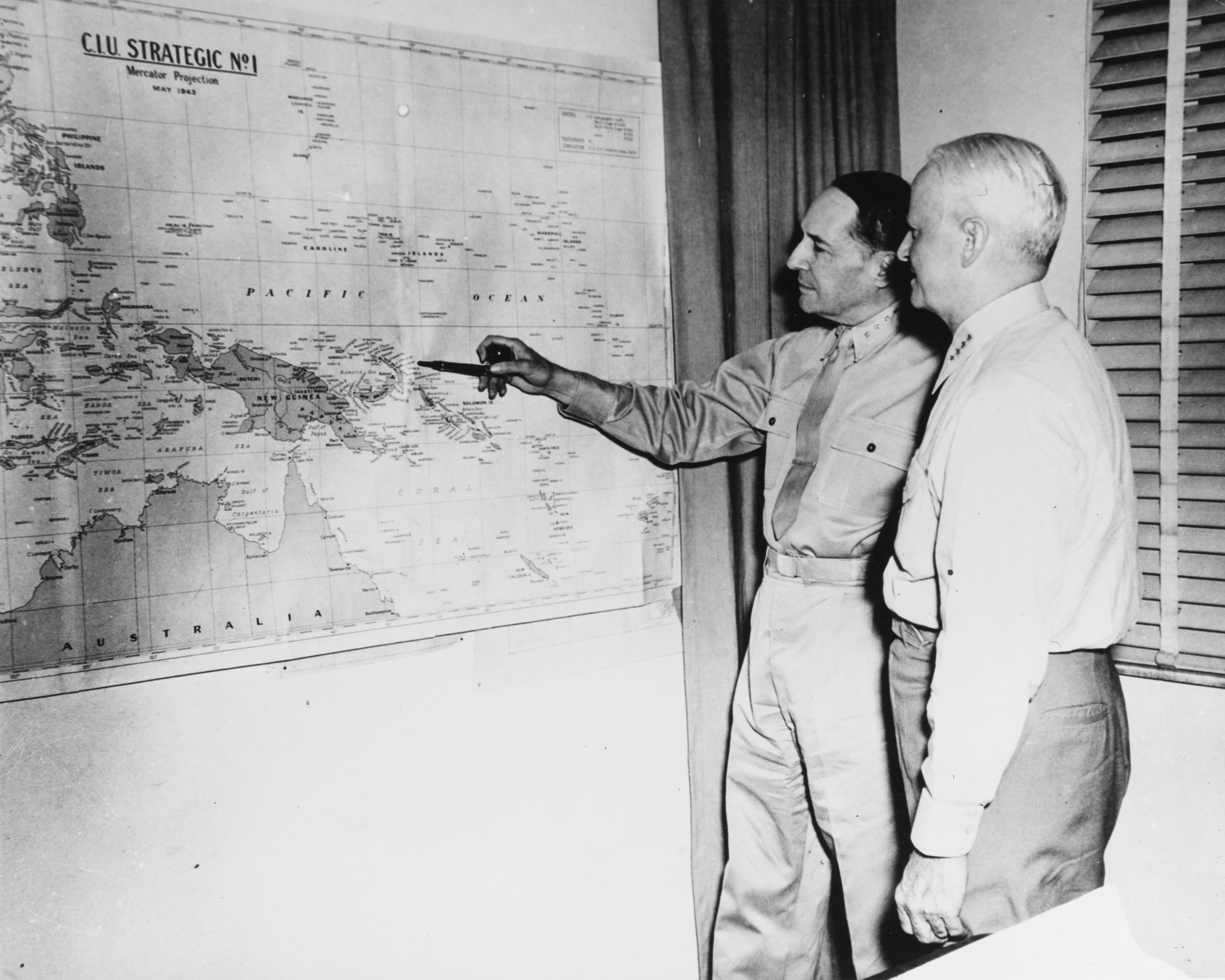
MacArthur (a sinistra) e Nimitz discutono davanti a una carta del Pacifico meridionale nel marzo 1944

I rapporti tra US Navy e US Army nel POA erano un altro punto dolente. Per quanto il quartier generale di MacArthur nel SWPA fosse interamente composto, nei posti di maggior rilievo, da ufficiali dell'US Army, il generale costituì tre sottocomandi separati per la gestione delle forze terrestri, aeree e navali, con quest'ultimo affidato a un ammiraglio della US Navy; nel POA invece Nimitz non costituì inizialmente alcun comando integrato con le forze terrestri affidandosi piuttosto al suo stato maggiore della Pacific Fleet per la gestione delle attività, una situazione replicatasi identica nei tre sottocomandi del teatro operativo. Nella Central Area le forze dell'US Army rimasero subordinate al prebellico Hawaiian Department del generale Emmons, controllante anche le forze aeree dell'USAAF (dal 5 febbraio 1942 rinominate Seventh Air Force) ma la cui autorità sulle truppe schierate al di fuori dell'arcipelago hawaiano propriamente detto era tuttavia molto labile.
Nella South Area il viceammiraglio Ghormley imitò l'operato di Nimitz e costituì uno stato maggiore in pratica composto da solo personale della US Navy (nel settembre 1942 su 103 ufficiali di stato maggiore della South Area solo tre provenivano dall'Esercito), con tre sottocomandi per le forze aeree, per quelle anfibie e per i servizi (tutti affidati a ufficiali della Marina), ma senza un comando dedicato per le forze terrestri, rendendo la catena di comando dell'US Army nella zona talmente confusa che alcuni ufficiali facevano riferimento per l'amministrazione e i rifornimenti a Emmons nelle Hawaii e altri direttamente allo stato maggiore dell'Esercito; la gestione delle forze aeree, e in particolare delle formazioni di bombardieri a lungo raggio Boeing B-17 dell'USAAF, era fonte di continue discussioni, visto che gli aviatori dell'Esercito non gradivano affatto di essere subordinati a un ufficiale della Marina, il contrammiraglio John McCain, non solo per quanto riguardava le operazioni ma anche sotto il profilo dell'addestramento. La soluzione fu infine trovata a Washington con un accordo tra Marshall e King il 2 luglio 1942: sotto la direzione di un ufficiale dell'USAAF, il maggior generale Millard Harmon, fu attivato un comando specifico per tutte le forze dell'Esercito nella zona (U.S. Army Forces in the South Pacific Area o USAFISPA), responsabile per quanto riguardava l'amministrazione, il rifornimento e l'addestramento sia delle unità terrestri che aeree dell'US Army; il comando di Harmon non aveva tuttavia alcuna autorità circa l'impiego delle forze in battaglia, e il generale doveva limitarsi ad "assistere" il viceammiraglio Ghormley nella preparazione ed esecuzione dei piani operativi. Il sistema tuttavia funzionò bene grazie agli ottimi rapporti di collaborazione reciproca che Ghormley e Harmon seppero intrattenere.
Questa collaborazione mancò inizialmente nella North Area. Il contrammiraglio Theobald si trovò nella scomoda posizione di gestire, da ufficiale della Marina quale era, un comando controllante in massima parte truppe dell'Esercito, rappresentate dalle unità dell'Alaskan Defense Command sotto il generale Simon Bolivar Buckner Jr.; da un punto di vista pratico, Theobald controllava di fatto le forze navali, quelle anfibie e, per la sola parte relativa alle operazioni, le unità aeree dell'Eleventh Air Force dell'USAAF, ma Buckner rifiutò di rispondere del suo operato davanti al contrammiraglio e continuò a obbedire agli ordini del Western Defense Command del generale John L. DeWitt, situato a San Francisco e responsabile della difesa di tutta la costa occidentale degli Stati Uniti. Theobald, Buckner e DeWitt furono incapaci di instaurare un profittevole clima di cooperazione, in particolare perché la Marina, le cui risorse erano intensamente impegnate nel Pacifico meridionale e centrale, pose costantemente il veto ai piani offensivi elaborati da DeWitt per il Pacifico settentrionale. La situazione migliorò all'inizio di gennaio 1943, quando il contrammiraglio Thomas Kinkaid rimpiazzò Theobald alla guida della North Area: Kinkaid riuscì a stabilire un rapporto di cooperazione migliore con Buckner, in base a un accordo secondo il quale le operazioni nell'area sarebbero state condotte sulla base di direttive congiunte emanate tanto da Nimitz quanto da DeWitt. Benché all'apparenza macchinoso il sistema funzionò bene nel corso delle operazioni del maggio-agosto 1943 volte a riconquistare le Aleutine occidentali occupate dai giapponesi; l'operazione fu del resto il maggior evento bellico che interessò la North Area, rimasta per il resto del conflitto solo un fronte secondario.

### Riorganizzazione

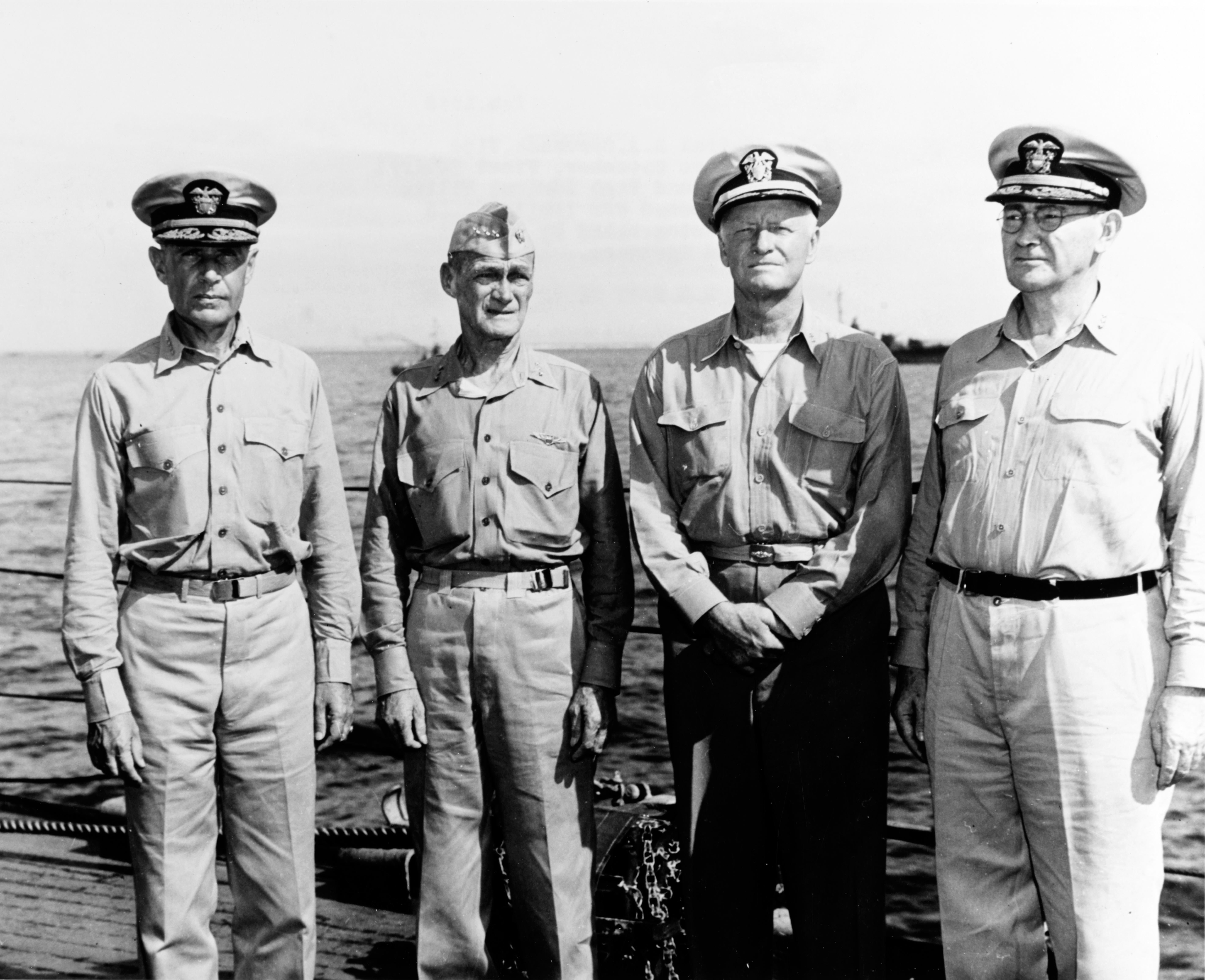
Nimitz e alcuni dei suoi più stretti collaboratori fotografati nel febbraio 1945: da sinistra, l'ammiraglio Raymond Spruance, il viceammiraglio Marc Mitscher, Nimitz e il viceammiraglio Willis Lee

La campagna delle isole Salomone, iniziata nell'agosto 1942 con lo sbarco dei reparti statunitensi a Guadalcanal, fu un altro duro banco di prova dei rapporti tra US Army e US Navy nel Pacifico. Benché la regione delle Salomone rientrasse nelle competenze del SWPA di MacArthur, si decise, dopo lunghe e tediose discussioni in seno al JCS, di affidare la prima fase dell'offensiva (la presa di Guadalcanal) al POA di Nimitz per tramite della South Area di Ghormley, lasciando al SWPA la gestione del successivo prolungamento dell'azione in direzione delle Bismarck e di Rabaul. Lo sviluppo delle prime operazioni a Guadalcanal vide diversi attriti tra Ghormley e Harmon, in particolare circa l'impiego delle forze aeree dell'USAAF e dello sviluppo delle basi aeree a terra; giudicato troppo difensivista e pessimista, Ghormley fu sostituito alla guida della South Area il 18 ottobre 1942 dal viceammiraglio William Halsey, la cui condotta aggressiva trovò l'approvazione di Harmon: i due ufficiali seppero intrattenere un'ottima cooperazione reciproca che migliorò sensibilmente i rapporti tra Esercito e Marina nel Pacifico meridionale. La conclusione delle operazioni attorno a Guadalcanal e il proseguimento dell'offensiva nelle Salomone centrali alla volta di Rabaul portò a nuove discussioni in seno al JCS su chi, tra il SWPA e il POA, avrebbe dovuto dirigere l'offensiva; in sottotraccia, tanto l'Esercito quanto la Marina cercarono di usare la discussione per riproporre la questione del comando unificato per il Pacifico, che ogni forza armata ovviamente rivendicava per sé. La questione fu sbrogliata nel gennaio 1943 da una soluzione di compromesso: il SWPA di MacArthur avrebbe assunto di lì in poi la gestione strategica delle operazioni nelle Salomone, ma le risorse navali assegnate all'operazione (dal marzo 1943 rinominate United States Third Fleet) sarebbero rimaste sotto il controllo operativo di Halsey, subordinato a Nimitz. Il buon rapporto di collaborazione instaurato tra Halsey e MacArthur rese ancora una volta perfettamente funzionante questo meccanismo così complesso.
Mentre gli scontri proseguivano nel Pacifico meridionale, dal giugno 1943 i pianificatori statunitensi iniziarono a progettare l'apertura di un secondo fronte nel Pacifico centrale, in direzione degli arcipelaghi del Mandato del Pacifico meridionale giapponese; ciò richiese una riorganizzazione del sistema di comando delle forze della Central Area, e più in generale dello stato maggiore del POA, con particolare riferimento alla cooperazione con l'Esercito. Le operazioni belliche nella zona centrale erano state sino a quel momento di natura difensiva e strettamente legata alla flotta, e lo stato maggiore di Nimitz aveva giocato un ruolo minore nella conduzione delle operazioni congiunte nelle Aleutine e nelle Salomone, affidate invece ai comandanti subordinati posti alla guida della South e North Area. Nimitz stesso aveva un controllo piuttosto relativo sulle unità dell'Hawaiian Department dell'US Army, la cui funzione primaria era la difesa dell'arcipelago hawaiano da un'invasione nemica e il cui coinvolgimento nelle operazioni in corso era stato sino a quel momento piuttosto ridotto. Vi furono lunghe discussioni in seno al JCS sulla necessità che Nimitz scindesse le sue posizioni di comandante del teatro operativo e di comandante della flotta, una circostanza a cui l'ammiraglio King si oppose fermamente; si convenne infine sulla necessità di istituire uno stato maggiore congiunto con una rappresentanza più uniforme tra membri della US Navy e dello US Army.
La prima fase dell'offensiva nel Pacifico centrale avrebbe visto le forze statunitensi dare l'assalto agli arcipelaghi delle isole Gilbert e delle isole Marshall. Nimitz assegnò la direzione strategica di questa offensiva a un nuovo sottocomando operativo, la Central Pacific Force, creato il 5 agosto 1943 sotto la direzione del vicecomandante in capo della Pacific Fleet, il viceammiraglio Raymond Spruance. Il nuovo comando aveva il compito di pianificare, supervisionare e coordinare l'esecuzione della nuova offensiva e la preparazione delle forze assegnate a essa. Subordinati a Spruance vi erano tre principali sottocomandi, organizzati, secondo il tipico sistema organico della US Navy, in tre task force distinte guidate ciascuna da un ufficiale di Marina:
- la Fifth Amphibious Force del contrammiraglio Richmond Turner, incaricata di trasportare la forza d'assalto e condurre gli assalti anfibi;
- la Fast Carrier Force del contrammiraglio Charles Alan Pownall, una forza di portaerei e unità navali da guerra incaricata di fornire protezione e appoggio agli sbarchi;
- la Land-Based Air Forces del contrammiraglio John H. Hoover, la quale controllava tutte le forze aeree di base a terra assegnate all'offensiva.

Contemporaneamente, il 1º giugno 1943 il generale Robert Richardson subentrò al suo parigrado Emmons nella guida dell'Hawaiian Departement, attuando subito una radicale riorganizzazione del sistema di comando dell'US Army nel Pacifico centrale. Appoggiato da Nimitz, Richardson sostenne la necessità di costituire un unico comando per tutte le unità terrestri e aeree dell'US Army nel Pacifico centrale, non più limitato alle sole Hawaii, replicando così anche nella Central Area lo stesso sistema adottato nella South Area dal duo Halsey-Harmon: a Washington sia King che Marshall si trovarono rapidamente d'accordo sulla proposta e il 14 agosto il quartier generale di Richardson fu quindi ridesignato come U.S. Army Forces Central Pacific Area. A similitudine del comando di Harmon nella South Area, il nuovo organismo era responsabile dell'addestramento, dell'approvvigionamento e dell'amministrazione di tutte le forze terrestri e aeree dello US Army nella Central Area, ma sul lato operativo Richardson poteva fungere solo da assistente di Nimitz nella preparazione ed esecuzione dei piani operativi che avessero coinvolto le sue forze.
La necessità di un maggior coinvolgimento delle unità dell'US Army nelle operazioni nella Central Area, in vista dell'apertura del nuovo fronte, portò a riproporre la questione della costituzione di un vero stato maggiore congiunto per il POA, coinvolgente ufficiali di entrambe le forze armate. Furono necessari non meno di quattro mesi di discussioni tra i vertici dell'US Army e della US Navy prima di arrivare, il 6 settembre 1943, alla costituzione di un simile stato maggiore congiunto: sotto la direzione del vicecomandante del POA, un viceammiraglio della US Navy, lo stato maggiore congiunto avrebbe avuto quattro sottosezioni di cui due (Pianificazione e Operazioni) affidati a ufficiali della Marina provenienti dallo stato maggiore della Pacific Fleet e due (Intelligence e Logistica) a ufficiali dello US Army provenienti dallo stato maggiore dello U.S. Army Forces Central Pacific Area.

### La fase finale della guerra

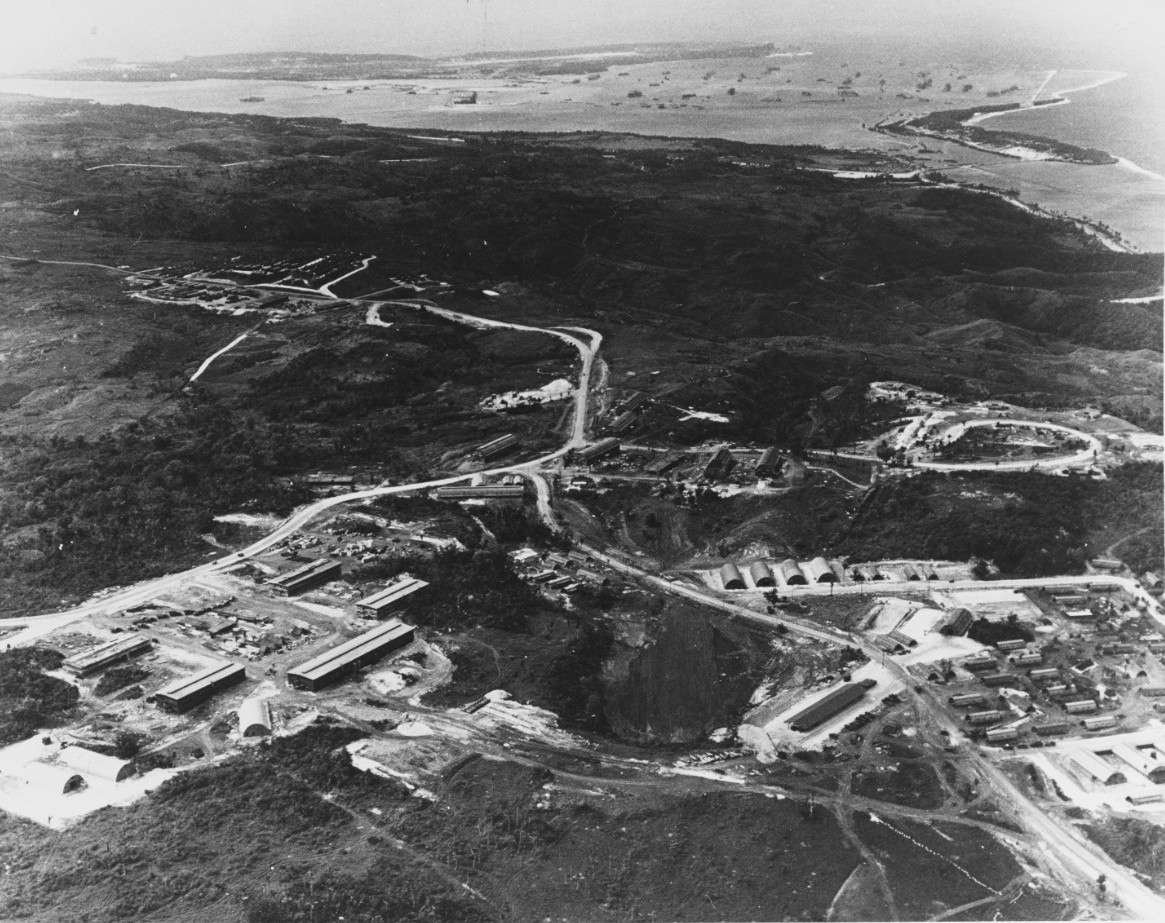
Veduta aerea del quartier generale del POA a Guam (oggi Nimitz Hill Annex), qui trasferito dalle Hawaii nel gennaio 1945

L'organizzazione di comando del POA così lungamente negoziata rimase invariata nel periodo a cavallo tra la fine del 1943 e l'inizio del 1944, mentre le forze statunitensi portavano a compimento in maniera vittoriosa la campagna delle isole Gilbert e Marshall. Una serie di riorganizzazioni si ebbero a partire dal marzo 1944: esaurita la riconquista delle Salomone e delle località chiave delle Bismarck, e neutralizzato il bastione giapponese di Rabaul, le operazioni belliche nella South Area ebbero di fatto fine e le forze prima assegnate a questo settore vennero redistribuite su altri teatri; il SWPA di MacArthur ottenne il controllo delle unità terrestri dell'US Army nonché delle forze aeree dell'USAAF (riunite nella Thirteenth Air Force), mentre a Nimitz fu restituito il pieno controllo della Third Fleet di Halsey. Contemporaneamente, fu avviata una riorganizzazione dei comandi dello US Army assegnati al POA: il quartier generale di Richardson si vide assegnare il controllo delle restanti forze dell'Esercito rimaste nella South Area, assumendo la designazione di U.S. Army Forces Pacific Ocean Areas.
Dopo l'occupazione delle Gilbert e delle Marshall, l'avanzata nel Pacifico centrale venne prolungata in direzione delle isole Marianne, al fine di disporre di basi aeree da cui minacciare il territorio dello stesso Giappone; la campagna delle Marianne venne portata a termine tra il giugno e l'agosto 1944 dalle forze di Spruance, rinominate dall'aprile precedente come United States Fifth Fleet. La pianificazione di operazioni di bombardamento strategico contro le città e i centri industriali del Giappone tramite i nuovi bombardieri a lungo raggio Boeing B-29 Superfortress era un compito che il comandante dell'USAAF, generale Henry Arnold, voleva avocato a sé e non delegato ad altri comandi; dopo varie discussioni in seno al JCS, il 4 aprile 1944 venne quindi costituita la Twentieth Air Force del generale Curtis LeMay: il nuovo comando, controllante l'intera forza di bombardieri B-29 assegnata al fronte del Pacifico, operava nella zona del POA dalle nuove basi aeree allestite nelle Marianne, ma non rispondeva a Nimitz ed era subordinato direttamente ad Arnold e al JCS.
L'avvio nell'ottobre 1944 della campagna per la liberazione delle Filippine impose una nuova stretta cooperazione tra il SWPA di MacArthur e il POA di Nimitz: il primo si vide assegnare la responsabilità delle operazioni di assalto anfibio all'arcipelago, mentre il secondo distaccò la Third Fleet di Halsey come forza di appoggio e protezione degli sbarchi. La mancanza di un comando unitario rischiò quasi di portare al disastro gli statunitensi tra il 23 e il 26 ottobre, quando la flotta giapponese lanciò un massiccio contrattacco ai danni della forza di invasione dando luogo alla battaglia del Golfo di Leyte: una serie di incomprensioni e fallimenti nelle comunicazioni portò Halsey ad abbandonare la sua posizione di protezione sul fianco delle forze anfibie di MacArthur (la United States Seventh Fleet sotto l'ammiraglio Kinkaid), consentendo a una parte della flotta giapponese di incunearsi tra i due; solo lo strapotere degli statunitensi in materia di aviazione e le incertezze del comando giapponese evitarono che i nipponici potessero causare danni irreversibili.
La riconquista delle Filippine e l'approssimarsi delle forze statunitensi al Giappone stesso portò a una riproposizione dell'annosa questione del comando unificato per il Pacifico. L'arcipelago giapponese rientrava nell'area di competenza del POA di Nimitz, mentre con la liberazione delle Filippine il SWPA di MacArthur aveva esaurito gran parte del suo compito bellico: escludere MacArthur dalla fase finale e decisiva delle operazioni nel Pacifico per una questione di divisione geografica dei comandi era assurdo, e l'US Army non aveva del resto alcuna intenzione di subordinare a un ammiraglio della Marina le molte centinaia di migliaia di truppe dell'Esercito necessarie per condurre l'invasione del Giappone. La proposta di istituire un comando unico per tutto il Pacifico non fu ancora una volta accolta, e dopo varie discussioni in seno al JCS fu adottata nuovamente una soluzione di compromesso: il 3 aprile 1945 MacArthur fu nominato comandante in capo di tutte le forze dell'US Army nel Pacifico (Commander in Chief U.S. Army Forces in the Pacific), mentre Nimitz fu designato come comandante in capo di tutte le forze della US Navy nel Pacifico; sotto la coordinazione del JCS, i due comandanti avevano autorità assoluta, rispettivamente, sulle operazioni di terra e in mare, con il controllo esclusivo delle relative risorse e con la possibilità di costituire comandi subordinati per la conduzione di specifiche missioni. Le forze da bombardamento strategico rimasero tuttavia sotto un comando separato (le United States Strategic Air Forces in the Pacific), attivato il 2 luglio 1945 sotto il generale Carl Andrew Spaatz e subordinato direttamente al JCS.
La nuova struttura di comando non ebbe modo di essere testata in battaglia: il 15 agosto 1945 il Giappone accettò i termini di resa offerti dagli Alleati, poi entrati in vigore il 2 settembre seguente. Con la conclusione delle operazioni belliche nel Pacifico, tutta la struttura di comando del POA venne quindi sciolta.